# Linoy Ashram
Linoy Ashram (n. 13 mai 1999, Rishon Letzion, Israel) este o sportivă israeliană, medaliată olimpică. A participat la o ediție a Jocurilor Olimpice (2020) în care a câștigat o medalie de aur.
She a fost în campioana olimpica în gimnastica ritmică, după ce, în 2018 a obținut medalia de argint iar in 2017 și 2019 - medalia de bronz la campionatele  de gimnastică ritmică. În 2020 a fost campioana europeană  după ce în 2019 a obtinut medalia de argint la Campionatul european 
Ea a fost al treilea atlet israelian și prima femeie israeliană care a câștigat o medalie de aur olimpică într-o ramură sportivă și prima gimnastă israeliană care a obținut o medalie olimpică în domeniul gimnasticii ritmice. Ea a devenit și prima sportivă din afara spațiului ex-sovietic care a obtinut o medalie de aur în gimnastica ritmică la o Olimpiadă la care au participat sportivi din state post-sovietice. 

## Biografie
Ashram s-a născut în 1999 la Rishon Letzion in Israel, într-o familie de evrei, fiică a a lui Oren Ashram, ofițer, cu rădăcini în Yemen și al Hedvei, ajutoare de educatoare, cu rădăcini în Grecia.
Ea mai are o soră mai mare, Hen, un frate mai mare, Idan și o soră mai mica, Hila.  
În 2017-2019 s-a înrolat în serviciul militar obligatoriu, unde a servit într-o funcție administrativă.
În 2019 -2022 a studiat pedagogie și știinte sociale la Colegiul Academic Ono din Kiryat Ono. De la mijlocul anului 2022 face parte din  lotul de antrenori ai echipei naționale de gimnastică ritmică a Israelului;